# Agriphila costilpartella
Agriphila costilpartella là một loài bướm đêm trong họ Crambidae.